# Хасаншина, Газифа Хасановна
Газифа́ Хасановна Хасаншина (тат. Газифа Хасан кызы Хасаншина; 25 января 1915, село Нарат-Елга, Муслюмкинская волость, Чистопольский уезд, Казанская губерния — 1986, Азнакаево, Татарская АССР, РСФСР) — врач центральной районной больницы Азнакаевского района Татарской АССР. Герой Социалистического Труда (1969).

## Биография
Родилась 25 января 1915 года в селе Нарат-Елга ныне Чистопольского района Республики Татарстан, в крестьянской семье. По-происхождения — Татарка.
В 1936 году окончила Казанский медицинский институт. Приказом Татнаркоминздрава была направлена в Азнакаевский район в качестве врача-педиатра. Начинала работать в Сапеевской участковой больнице. Позднее уехала в Еврейскую автономную область, где работала в больнице. С началом Великой Отечественной войны была мобилизована на фронт.
В 1947 году вернулась на родину и продолжила трудиться в Сапеевской больнице. В 1954 году была переведена в Азнакаевскую районную больницу на должность заведующей родильным отделением. Многие годы была единственным акушером-гинекологом в районе. Являлась высококвалифицированным врачом, владела широким диапазоном гинекологических и акушерских операций. По её инициативе в практику акушерско-гинекологических учреждений района были внедрены современные методы диагностики и лечения. Умело осуществляла руководство акушерско-гинекологической службой района, добившись тем самым улучшения качества и культуры медицинского обслуживания населения.
Ее деятельность была отмечена наградным листом, где было указано: «25 лет из 32-лентней врачебной деятельности ею отданы улучшению качества и культуры акушерско-гинекологической помощи населению Азнакиевского района. Учёт беременности в ранние сроки с 35 % в 1959 г. возрос до 77 % в 1968 г. Стационарное родовспоможение на селе составляет 98 %. За последние 10 лет в районе нет случаев материнской смертности. Смертность новорожденных с 9,4 на 1000 родившихся по селу и 14,0 по городу снизилась до 4,1 по селу и 10,0 по городу в 1967 году».
Всегда охотно делилась своим опытом с начинающими врачами, вела большую работу по подготовке среднего медицинского персонала. Только за последние годы перед уходом на пенсию она подготовила 50 квалифицированных акушерок.
Указом Президиума Верховного Совета СССР от 4 февраля 1969 года за большие заслуги в области охраны здоровья советского человека Хасаншиной Газифе Хасановне присвоено звание Героя Социалистического Труда с вручением ордена Ленина и золотой медали «Серп и Молот».
Работала в больнице до выхода на пенсию в 1972 году. Неоднократно избиралась депутатом сельского и районного Советов народных депутатов. Жила в городе Азнакаево. Скончалась в 1986 году.
Также при жизни была награждена множественными медалями, знаком отличия «Отличнику здравоохранения», являлась Заслуженным врачом Татарской АССР.
В честь неё на здании районной больницы города Азнакаево установлена мемориальная доска.